# Nationalkrankenhaus Lamordé
Das Nationalkrankenhaus Lamordé (französisch: Hôpital national de Lamordé) ist ein Krankenhaus in der Stadt Niamey in Niger.

## Standort und Organisation
Das Nationalkrankenhaus Lamordé befindet sich im Arrondissement Niamey V zwischen dem Stadtviertel Lamordé und dem Gelände der Abdou-Moumouni-Universität Niamey. Es bildet administrativ ein eigenes Stadtviertel (quartier), das auch bei Volkszählungen gesondert erfasst wird. So lebten hier bei der Volkszählung 2012 300 Einwohner in 12 Haushalten. Das Nationalkrankenhaus erstreckt sich über eine Fläche von 10 Hektar, von denen 2,5 Hektar bebaut sind. Es hat eine Kapazität von 269 Betten und beschäftigt 513 Angestellte (Stand: 2015).
Das Krankenhaus ist auf folgende Bereiche spezialisiert:
- Nephrologie (Dialyse)
- Kinderchirurgie
- Pädiatrie
- Pneumologie
- Rechtsmedizin
- Bildgebende Verfahren (Radiologie, Computertomographie, Sonografie)
- Laboratoriumsmedizin
- Viszeralchirurgie
- Stomatologie
- Innere Medizin und Kardiologie
- Augenheilkunde
- Hals-Nasen-Ohren-Heilkunde
- Unfallchirurgie und Orthopädie
- Urologie
- Intensivmedizin
- Dermatologie, Venerologie und Allergologie
- Heilgymnastik
- Telemedizin

Die Einrichtung ist ein nationales Referenzkrankenhaus und ein Lehrkrankenhaus. Sie untersteht dem Gesundheitsministerium. Es handelt sich neben dem Nationalkrankenhaus Niamey und dem Nationalkrankenhaus Zinder um eines der drei Nationalkrankenhäuser Nigers. Mit dem Distriktkrankenhaus Gawèye gibt es im Arrondissement Niamey V ein weiteres wichtiges Krankenhaus.

## Geschichte
Das Krankenhaus wurde am 12. Januar 1984 als Universitätsklinikum unter dem Namen  Centre Hospitalier Universitaire (CHU) gegründet. Am 10. Januar 1986 wurde es dem Gesundheitsministerium unterstellt und erhielt seinen heutigen Namen. Das Nationalkrankenhaus Lamordé hat seit dem 6. April 1992 die Rechtsform einer Einrichtung öffentlichen Rechts der administrativen Art (Établissement Public à caractère Administratif). Damit erhielt es finanzielle Autonomie.